# 無人地上車両

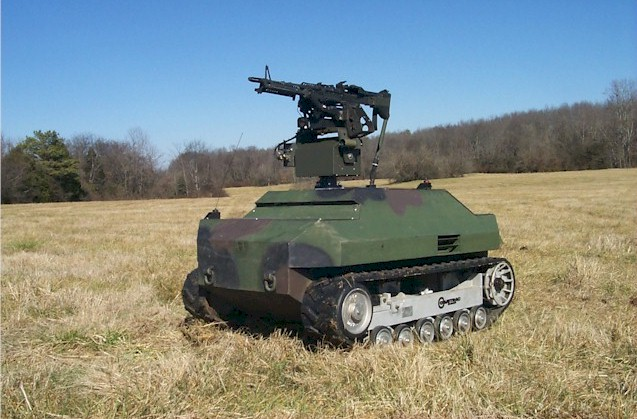
アメリカ合衆国で開発されたタクティカル無人地上車両 TUGV「グラディエーター」

無人地上車両（むじんちじょうしゃりょう、英語: unmanned ground vehicle, UGV）は、人間を乗せることなく陸上を走行する車両のこと。無人地上車両は人が居ることが危険や不可能、または不便であるなど多くの用途で使用することが可能である。一般的に、車両は周辺環境を観測するための一連のセンサーを持ち、自律的に行動に関する決定を下すか、別の場所に居る人間のオペレーターに対し情報を送信し、遠隔操作によって車両が制御される。
無人地上車両は、無人航空機（UAV）や無人水上艇（USV）、無人潜水艇（UUV）と対をなす陸上の乗り物である。無人ロボットは人が厭う様々な作業を行うため、官民問わず積極的に開発が行われている。

## 歴史

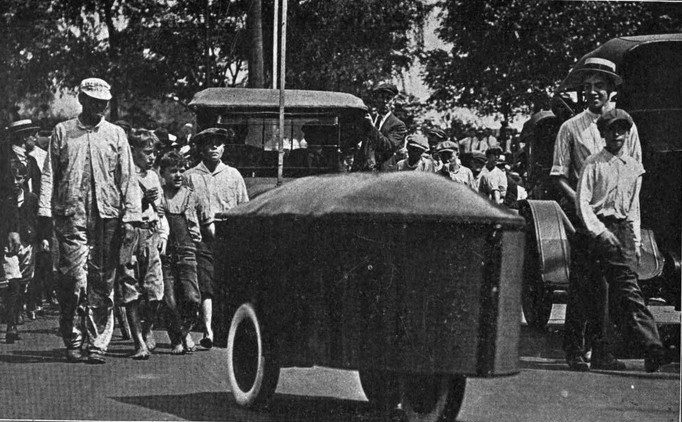
1921年に撮影されたオハイオ州デイトンでデモ走行を行う自動走行車両。後方で人が無線操縦している

1921年10月号のRCA社『World Wide Wireless』誌の中で、実際に動く遠隔操作車両の特集が掲載されている。1930年代にはソビエト赤軍がテレタンクと呼ばれる、別の戦車から無線で遠隔操作することができる機関銃搭載型の戦車を開発した。この戦車はフィンランドとの冬戦争や、1941年にナチス・ドイツがソビエト連邦に侵攻した独ソ戦における東部戦線の戦闘初期に使用されている。
第二次世界大戦中の1941年、イギリスではマチルダII歩兵戦車の無線操縦型を開発しており、このマチルダ戦車は「ブラックプリンス」の渾名で呼ばれ、潜伏する対戦車砲の砲撃を誘発させる目的や、建物などの破壊に使用されたとみられている。戦車のギアボックスをプリセレクター・ギアボックス（ウィルソン式）に変更する費用負担が重く60両の注文はキャンセルされた。
1942年以降、ドイツ陸軍は遠隔地での障害物解体作業にゴリアテ自走地雷を使用した。ゴリアテは60kgの爆薬を搭載し、有線式の制御ケーブルで遠隔操作できる小型のキャタピラ車両であった。1940年にフランスが敗戦した際に発見されたフランスの工業デザイナー、アドルフ・ケグレスが開発した小型追跡車からヒントが得られたことで開発が行われた。しかし、鈍重であり、制御ケーブルへの依存、武器に対する脆弱性など、コストパフォーマンスが悪く成功したとは言い難いものであった。
「シェーキー」と名付けられた初となる大規模な移動式ロボットの開発は、1960年代に国防高等研究計画局（DARPA）の研究調査目的としてSRIインターナショナルで製作されたものとなる。シェーキーは、テレビカメラ、センサー、コンピュータを搭載した車輪付きのプラットフォームとなり、コマンドに基づいて木のブロックを拾い上げ、特定の場所に置くという移動作業を支援するものであった。その後、DARPAはアメリカ陸軍と共同で、一連の自律型および半自律型の地上ロボットを開発した。1983年から1993年にかけ行われた人工知能などを含む、戦略的コンピューティング・イニシアチブの一環として、DARPAは自律式ランドビークルのデモを行っている。これは、道路上でも道路外でも有用な速度で完全に自律走行できる初となるUGVであった。

## 車両の構成要素
無人地上車両は、その用途に応じ、一般的にプラットフォーム、センサー、制御システム、誘導インターフェース、通信リンク、システム統合装置などの構成要素を含んでいる。
プラットフォーム
プラットフォームは、全地形対応車の設計に基づく形態が多く、機関装置、センサー、および動力源を含む。無限軌道、車輪、脚が一般的な義体形状である。また、プラットフォームには多関節ボディが含まれることもあり、他のユニットと結合する物もある。
センサー
UGVに搭載されるセンサーの主な目的はナビゲーションであり、もう一つは環境検知である。センサーには、コンパス、オドメーター、傾斜計、ジャイロスコープ、三角測量用カメラ、レーザーや超音波による距離計、赤外線技術などがある。
制御システム
無人地上走行車は一般的に遠隔操作型と自律型と考えられているが、無人地上車両内部のシステムと遠隔地の人間のオペレーターによる意思決定の組み合わせもあるため、遠隔監視制御システムも使用されている。
遠隔操作
遠隔操作型無人地上車両は、インターフェースを介し、人間のオペレーターによって制御される車両となる。全ての動作は、オペレーターの目で直接見るか、ビデオカメラなどのセンサーを遠隔操作し決定する。なお、基本的な物にリモコン操作式のおもちゃなどがある。
自律装置
自律型無人地上車両や自律型ロボット（AR, AMR）は、人工知能技術に基づき人の制御を必要とせずに動作する自律型のロボットとなる。AMRはセンサーを使い環境をある程度把握し、その情報を制御アルゴリズムを用いて、人間が提示したミッションの目標に照らし合わせ次の行動を決定する。これにより、AMRが行う単純作業を人間が監視する必要がなくなる。
完全自律型ロボットは、以下のような機能を備えている物もある。
- 建物内部の地図など、環境に関する情報を収集する。
- 人や車などの対象物を検出する。
- 人間のナビゲーション支援なしにウェイポイント間を移動する。
- 人間の介助無しに長時間作業する。
- 人、財産、または自分自身に対する有害な状況を避ける。
- 爆発物を解除する。
- 外部からの支援なしに自己修復する。

ロボットは自律的に学習することができ、自律的な学習とは、以下のような能力を指す。
- 外部からの支援なしに新しい能力を学習または獲得する。
- 周囲の状況に応じて戦略を調整する。
- 外部からの支援なしに周囲の環境に適応する。
- 目標達成のための倫理観の育成。

自律型ロボットは他の機械と同様、定期的なメンテナンスが必要となる。なお、自律式武装型無人車両の開発で最も重要な点は、戦闘員と非戦闘員の区別となり、現代の戦闘では意図的に一般人に成り済ますことは珍しくなく、仮にロボットが99％の精度を保ったとしても、民間人の命が失われることは致命的であり、この問題から、少なくとも満足の行く解決策が開発されるまで、自律型ロボットが武装して戦場に送り込まれる可能性は低いと見られている。
ユーザインタフェース
制御システムのタイプに応じ、機械と人間のオペレーター間のユーザインタフェースには、ジョイスティック、コンピュータープログラム、または音声によるコマンドを含む。
コミュニケーションリンク
無人地上車両と制御ステーション間の通信は、無線制御または光ファイバーを介して行うことが可能である。また、操作に関与する他の機械やロボットとの通信も含まれる場合もある。
システムインテグレーション
システムアーキテクチャは、ハードウェアとソフトウェア間の相互作用を統合し、無人地上車両の成功と自律性が決定される。

## 用途

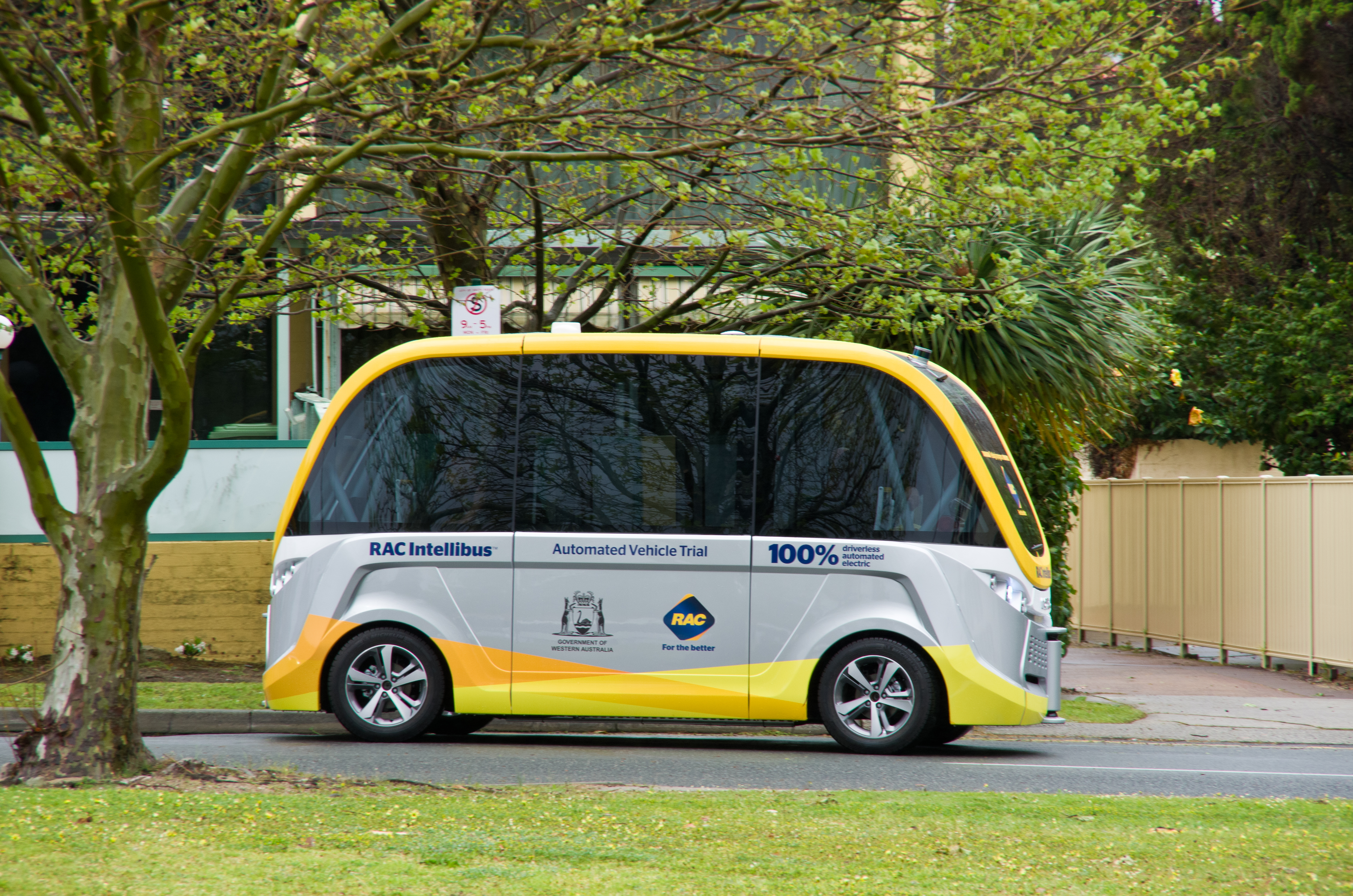
オーストラリアのパースで試験運行を行う自動運転バス

様々な無人地上車両が使用されており、主に不発弾や爆発物処理など、危険な状況下で人間の代わりに使用されており、更なる強度や小型化が必要とされる場所、人間が容易に近づけない状況下で使用されている。無人地上車両はアメリカ海軍の作戦遂行に有益と見做されており、アメリカ海兵隊の戦闘を助ける上で大きなウェイトを占めており、更には陸上や水上でのロジスティクス作戦に活用されている。
無人地上車両はまた、平和維持活動、地上監視、検問所での警備、武器の標的として利用され、都市部での各種宣伝や啓蒙活動、警察と特殊部隊による市街地での突入作戦を援助する目的で開発が行われている。この他、無人地上車両は救助と災害復旧の任務でも使用されており、アメリカ同時多発テロ事件の発生後、グラウンド・ゼロにおいて生存者を捜索するために使用された。
惑星探査
NASAの火星探査プロジェクトには、スピリットとオポチュニティの2台の無人地上車両が含まれており、当初の基本設計を超える性能を発揮した。これは、冗長化、慎重な取り扱い、及び長期的なインターフェース決定によるものである。オポチュニティとスピリットは6輪の太陽電池式の車両となり、2003年7月に打ち上げられ、2004年1月に火星の反対側に着陸した。スピリットは2009年4月、深い砂の中に沈むまで各種運用が行われ、想定よりも20倍以上も長く稼働した。また、オポチュニティは3ヶ月の設計寿命を大幅に超え14年以上稼働している。キュリオシティは2011年9月に火星に着陸しており、当初計画された2年間のミッション期限は無期限へと変更された。2021年2月18日には無人機を搭載したパーサヴィアランスが、5月22日には祝融号が火星に着陸し活動を開始している。
民間及び商用向け
民間向けは主に産業用途となり、工場などサプライチェーン・マネジメントの一環として組み込まれている。カーネギー自然史博物館やスイス国立博覧会の自律型ツアーガイドとして開発され運用が行われている。
農業分野
農業用ロボットの一種として取り扱われている。無人の収穫用トラクターは24時間稼働することができるため、収穫サイクルの短縮に対応することが可能となる。農薬の散布や、林業おける間伐などの作業にも利用され、農作物や家畜の健康状態の把握にも活用されている。
製造業
製造業では材料や重量物の運搬に使用される。航空宇宙産業では、コンポーネントの精密な位置決めや、重く、嵩張る部品の工場間での運搬にこれらの車両を用いている。これは、大型の門型クレーンを使用するよりも時間が掛からず、危険な領域に人が関与するのを防ぐ目的で利用されている。
採掘
レーダー、レーザー、視覚センサーを組み合わせた無人地上車両は、鉱山や露天掘りにおいて岩盤表面の3Dマッピングデータを作成する目的で開発が行われている。
流通物流
倉庫管理システムにおいて、無人地上車両は自律式フォークリフト（AGF）や、コンテナターミナルでの海上コンテナの自動搬送、ベルトコンベアによる商品の搬送から、在庫のスキャンや棚卸しなど複数の用途で開発が行われている。
災害事故対応
無人地上車両は、都市部での捜索救助、消防、原子力事故対応など、多くの災害に投入されている。2011年の福島第一原子力発電所事故の事故後、放射線量が高く人間が立ち入ることができない区画の調査や構造物の評価に無人地上車両が使用された。
交通機関
乗客を乗せ、人が操作しない車両は厳密には無人地上車両とは区別されているが、開発技術は酷似する。
軍事用途
軍による無人地上車両の利用は多くの人命を救う結果を齎している。イラクで使用されたロボットの数は2004年の150台から2005年には5,000台にまで増加しており、2005年末にはイラクにおいて1,000個以上の即席爆発装置（IED）の解除実績を挙げている。2013年までにアメリカ陸軍は類似の装置を7,000台購入し、この内750台が破壊された。
軍は無人地上車両技術を利用して、機関銃やグレネードランチャーを搭載し、兵士に代わる攻撃型地上無人車両の開発を継続している。
2022年ロシアのウクライナ侵攻において、ウクライナ側は民間の工場が製造した簡素な無人車両に対戦車地雷や迫撃砲弾を乗せ目標に突入させる戦法をとっている。